# Campionati europei di ciclismo su strada 2011 - Cronometro maschile Under-23
La cronometro maschile Under-23 dei Campionati europei di ciclismo su strada 2011 si è svolta il 15 luglio 2011 in Italia, nei dintorni di Offida, su un percorso di 25 km. La medaglia d'oro è stata vinta dal francese Yoann Paillot con il tempo di 33'29"43 alla media di 44,79 km/h, l'argento dal lussemburghese Bob Jungels e il bronzo al norvegese Vegard Stake Laengen.
Partenza per 60 ciclisti, 58 completarono la gara.

## Classifica (Top 10)
| Pos. | Corridore            | Squadra     | Tempo     |
| ---- | -------------------- | ----------- | --------- |
| 1    | Yoann Paillot        | Francia     | 33'29"43  |
| 2    | Bob Jungels          | Lussemburgo | a 9"66    |
| 3    | Vegard Stake Laengen | Norvegia    | a 11"18   |
| 4    | Jakub Novák          | Rep. Ceca   | a 30"97   |
| 5    | Michel Koch          | Germania    | a 31"14   |
| 6    | Johan Le Bon         | Francia     | a 40"39   |
| 7    | Kevin De Jonghe      | Belgio      | a 53"16   |
| 8    | Rudy Molard          | Francia     | a 57"36   |
| 9    | Massimo Coledan      | Italia      | a 1'05"87 |
| 10   | Artur Eršov          | Russia      | a 1'07"34 |